# Trichognatha schoenlandi
Trichognatha schoenlandi é uma espécie de aranha pertencente à família Theraphosidae (tarântulas).